# Federación Anarquista Uruguaya
A Federación Anarquista Uruguaya (FAU, comumente estilizado como fAu) é uma federação anarquista do Uruguai fundada em 1956. A FAU foi a primeira organização a promover o conceito de especifismo.

## História

### Inicio
Desde o começo, a FAU recebeu a influência ideológica e cultural das lutas operárias e populares de princípios do século XX, tanto uruguaias como internacionais. Também foi influenciada pelos elementos trazidos pela imigração anarcossocialista e anarcossindicalista italiana, galega e catalã, que se afirmaram durante a Guerra Civil Espanhola e na luta contra o fascismo e o nazismo na Segunda Guerra Mundial. Implicada, desde o primeiro momento, na lutas operária e sociais do país, aposta no fortalecimento dos sindicatos e na unidade dos trabalhadores.

### Clandestinidade e reorganização
Em 1967, o governo uruguaio ordena a disolução da FAU, que passa à clandestinidade. Sua atividade é reestruturada em função da nova situação: desenvolvimento de aparelhos armados, edição de um semanário clandestino, rede de casas para funcionamento e materiais de propaganda, financiação etc. Organiza a Organización Popular Revolucionaria 33 (OPR 33), seu braço armado, que levará adiante, com bastante êxito uma série de ações: sabotagens, expropiaciões econômicas, sequestros de dirigentes políticos e patronais, apoio armado a greves, ocupações de fábricas, etc. Encurralados pela repressão dos serviços especiais dos exércitos uruguaio e argentino, cerca de cinquenta integrantes são assassinados ou " desaparecidos" -depois de serem torturados-, enquanto outros são condenados a longos anos de prisão. Após a queda da ditadura militar uruguaia em 1985, a organização inmediatamente passa por um novo processo de reorganização.

### Atualidade
Atualmente, sua intervenção social abarca amplos setores: sindical, escolar, conselhos de pais, associações de bairro. Além de dispor de uma imprensa que é referência dentro da esquerda uruguaia, possui seis rádios comunitárias, quatro ateneu libertários e três bibliotecas. Criou o Espacio Solidaridad y Apoyo Mutuo para estar em sintonia com outras organizações sociais nas diferentes atividades e mobilizações, participando em múltiplos âmbitos: ambiental, presos sociais, cooperativas habitacionais etc.

## Influência
A FAU, desde sua reorganização nos anos 1980, tem ajudado na criação de várias organizações anarquistas similares no Brasil e na Argentina, incluindo a Federação Anarquista Gaúcha (FAG), a Federação Anarquista Cabocla (FACA) e, mais recentemente, a Federação Anarquista do Rio de Janeiro (FARJ); além da desaparecida organização argentina AUCA.

Na década de 1970, surgiu do interior da FAU o Partido por la Victoria del Pueblo do Uruguai.